# Droga 128

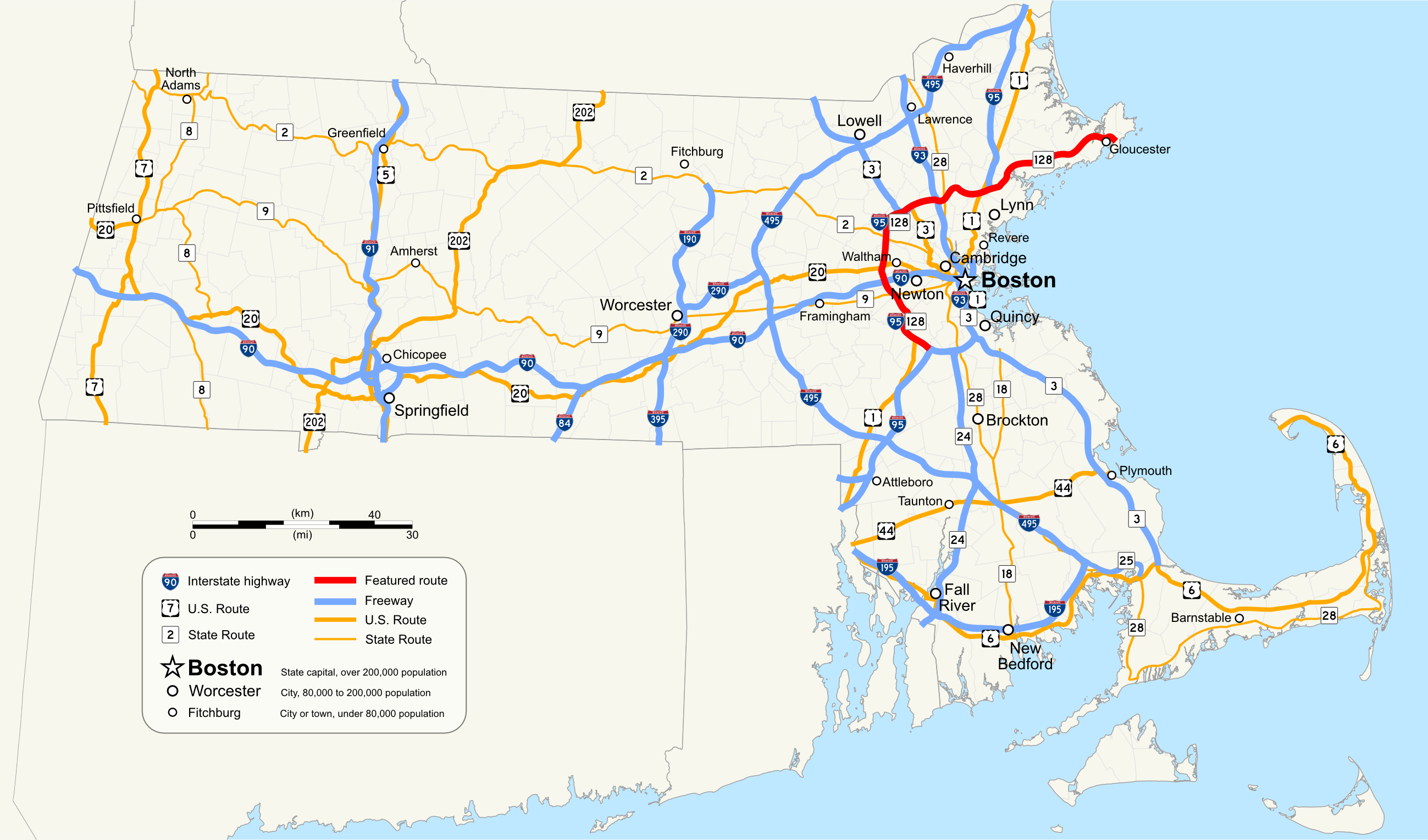
Massachusetts Route 128 (Droga 128) na mapie dróg stanu Massachusetts (kolor czerwony)

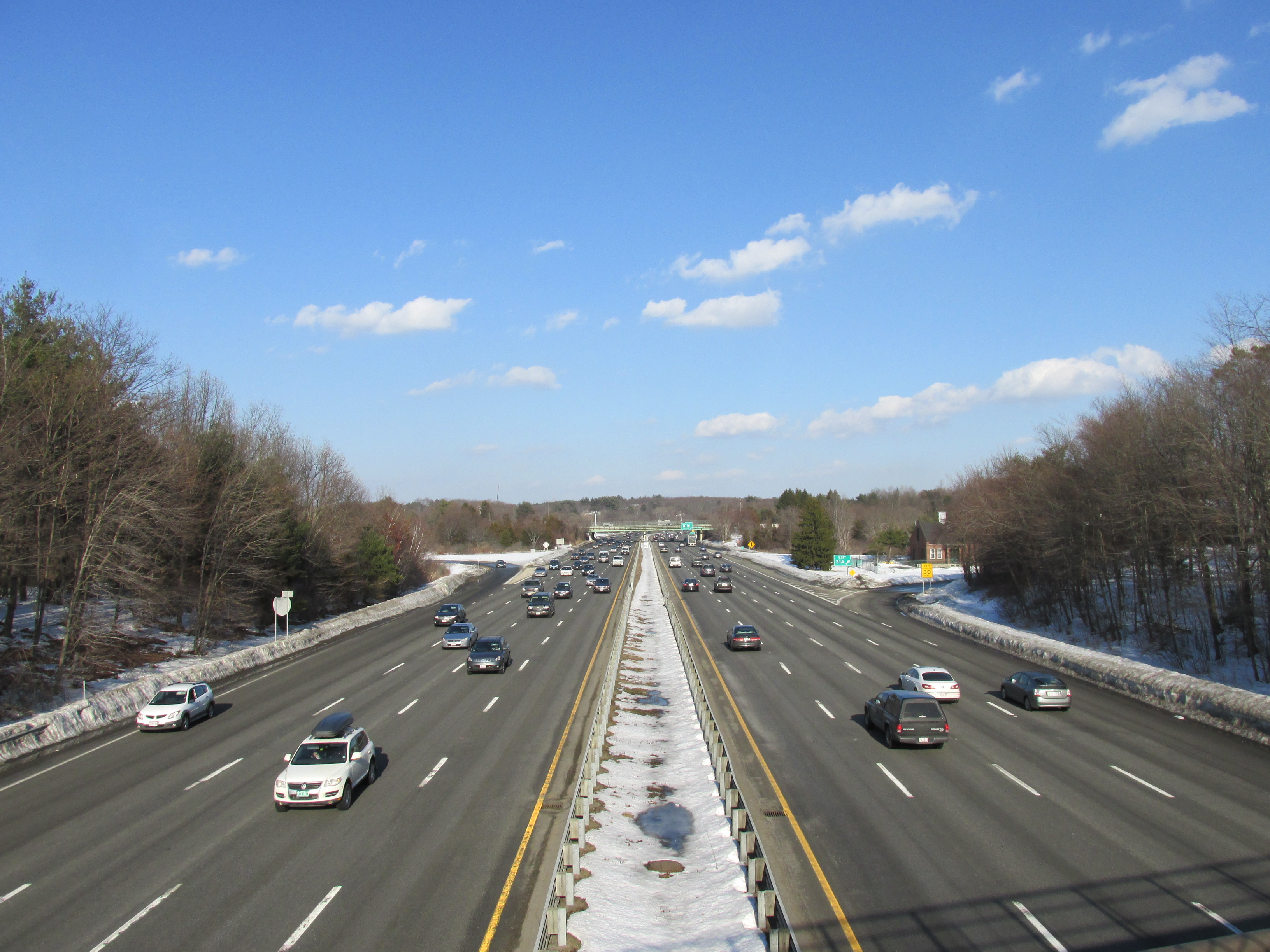
Droga 128

Droga 128 (ang. Route 128) – klaster technologiczny skupiający firmy i korporacje działające w sektorze high-tech. 
Nazwa pochodzi od numeru obwodnicy Bostonu (Massachusetts Route 128), która przebiega przez 23 gminy w amerykańskim stanie Massachusetts. Dynamiczny rozwój sektora nowoczesnych technologii w latach 1960–1980 na tym terenie spowodował, że zaczęto go porównywać do Doliny Krzemowej ogłaszając Massachusetts Miracle. Obecnie w pobliżu Bostonu znajduje się ponad 40 wyższych uczelni i ośrodków badawczych o znaczeniu międzynarodowym, m.in. Harvard, MIT, Boston University. Główne zakłady znajdujące się na terenie technopolii to Digital Equipment Corporation, Data General, Thermo Electron Corporation, Analog Devices, Computervision, Polaroid, Sun Microsystems, BEA Systems i Raytheon. 

## Historia
Rozwój Drogi 128 zapoczątkował projekt przekształcenia dwupasmowej drogi o jednopoziomowych skrzyżowaniach w wielopasmową autostradę, wysunięty przez Williama Callahan'a w 1925 r. Celem miało być skierowanie ruchu międzystanowego poza centrum Bostonu. Projekt z powodów finansowych zrealizowano  dopiero w 1936 r., budowę zakończono w 1962 r. 
Budowa autostrady przyciągnęła budownictwo mieszkaniowe i przemysłowe. Dostępność terenów wzdłuż Drogi 128 oraz działalność inwestorów budowlanych spowodowały powstanie ok. 30 parków przemysłowych. Duży wpływ na rozwój gospodarczy technopolii miało powstanie kompleksowych przedsiębiorstw usługowych. Lokalizacja zakładów na tym terenie była spowodowana m.in. przez: ulgi podatkowe, niższe niż w Bostonie ceny gruntów, dostępność komunikacyjną (bliskość międzynarodowego portu lotniczego Logan Field), siłę roboczą, atrakcyjność krajobrazu, znaczeniem i polityką uniwersytetów oraz instalacji militarnych, ofertą mieszkaniową. W 1957 na terenie Drogi 128 znajdowało się 99 przedsiębiorstw zatrudniających łącznie ponad 17000 pracowników, w 1965 liczba ta wzrosła do 574 zakładów, w 1973 do 1212. W 1990 funkcjonowało tam 3000 przedsiębiorstw.